# Gillis Hansson

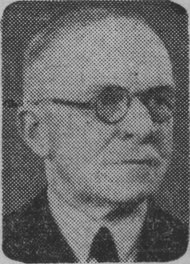
Gillis Hansson.

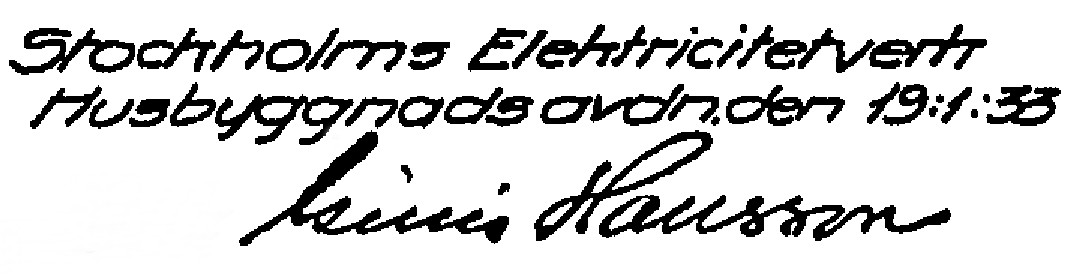
Hanssons signatur.

Adolf Gillis Hansson, född 1880 i Göteborg, död 10 april 1941 var en svensk ingenjör och arbetschef vid Stockholms elektricitetsverk husbyggnadsavdelning.
Han utexaminerades från Chalmerska Institutets högre avdelning 1902 och kom att inneha anställningar vid Göteborgs hamnstyrelse, Hudiksvalls vattenverk, gatu- och vägförvaltningen i Göteborg, Trollhätte kanal- och vattenverk och Vattenfallsstyrelsens byggnadsbyrå i Stockholm. 1915 kom han i Stockholms stads tjänst som ingenjör och sedermera arbetschef vid Stockholms gasverk. Från 1923 var han arbetschef vid elektricitetsverkets husbyggnadsavdelning.

## Arbeten (urval)
- Danviksstationen, nybyggnad
- Tulestationen, om- och påbyggnad